# 帝国特惠制
帝国特惠制（英語：Imperial Preference），是一个互惠关税制度，旨在减免大英帝国与其自治领和殖民地，及自治领和殖民地之间的互相进口关税。
早在1900年左右，帝国特惠制就已经成为平衡大英帝国各领地的贸易关税制度，旨在提高其与德国和美国的竞争、巩固英国殖民制度。其主要的提倡者是约瑟夫·张伯伦。这项制度在20世纪前期非常有效，但在第二次世界大战后，随着经济和世界格局变化，此项制度受到了冲击。1960年代，英国为进入欧洲经济共同体，最终在1977年，放弃帝国特惠制。